# Komjatná
Komjatná is een Slowaakse gemeente in de regio Žilina, en maakt deel uit van het district Ružomberok.
Komjatná telt 1.494 inwoners.